# Dudley Stuart Collins
Sir Dudley Stuart Collins, britanski general, * 1881, † 1959.